# Rankweil
Rankweil är en ort och köpingskommun i distriktet Feldkirch i förbundslandet Vorarlberg i Österrike.